# Johann Friedrich Schweitzer
 (avril 2013).
Pour les articles homonymes, voir Helvétius.
Johann Friedrich Schweitzer, latinisé en Helvétius, né le 17 janvier 1630 à Köthen (Principauté d'Anhalt-Köthen), et mort le 29 août 1709 à La Haye (Pays-Bas), également connu sous le nom Johann Friedrich Helvétius, était un partisan de l'alchimie, auteur de plusieurs ouvrages sur l'alchimie, la botanique et la médecine.

## Biographie
Il a commencé sa carrière en tant que médecin. À cette époque, il a refusé l'alchimie. Il a étudié la médecine à l’université de Harderwijk et a obtenu son doctorat avec une thèse sur la peste. Jusque vers 1676, il a vécu à La Haye, après quoi il a déménagé à Amsterdam, où il a servi comme médecin de ville et le médecin du prince Guillaume III d'Orange-Nassau.
Il a épousé le 20 mai 1658 Johanna Pels (1643-1709). Le couple a eu trois enfants, deux fils, Jean Adrien Helvétius (1661-1727), Josephus Johannes Helvétius (1667-1729) et une fille Elizabeth Baldina Helvétius (1679-1748). Jean-Adrien sera le père de Jean-Claude-Adrien Helvétius (1685-1755), lui-même père du philosophe Claude-Adrien Helvétius. 
Le 27 décembre 1666, Schweitzer a reçu la visite d'un mystérieux adepte de l'alchimie, qui s'est identifié comme propriétaire de la pierre philosophale. 
En 1667, il a publié sous le titre Vitulus Aureus, un rapport détaillé, qui a été réimprimé plusieurs fois et adopté dans les compilations alchimiques. Ses œuvres littéraires ont été utilisés par certains alchimistes, mais il ne peut pas être qualifié d’adepte de l'alchimie.
Il est réputé avoir connu Baruch Spinoza.
Carapichea ipecacuanha a été lancé en 1672 par un voyageur Amérique du Sud nommé Legros à Paris. Un commerçant nommé Garnier en a acquis en 1680 environ 68 kg et a fait part au médecin Johann Friedrich Schweitzer de ses qualités dans le traitement de la dysenterie. Son fils Jean Claude Adrien Helvétius  était aussi médecin. Il est allé à Paris, où il est devenu le médecin personnel de la reine Marie Leszczynska surintendant de la Maison de la Reine. Il a continué les traitements médicamenteux à Paris. Son arrière-petit-fils était le philosophe français Claude Adrien Helvétius.

## Œuvres principales
- (de) Xistus Herbarum, Lustiger Spatzierweg der Kräuter, Heidelberg, Samuel Broun, 1661, en ligne sur Google Livres.
- (de) Vitulus aureus quem mundus adorat et ornat oder ein sehr curieuses Tractätlein… 1705 (en ligne; en ligne).